# Microlophus pacificus
Microlophus pacificus är en ödleart som beskrevs av  Franz Steindachner 1876. Microlophus pacificus ingår i släktet Microlophus och familjen Tropiduridae. Inga underarter finns listade i Catalogue of Life.